# Giro d'Italia 1949
(frase pronunciata da Mario Ferretti all'apertura della radiocronaca della tappa Cuneo-Pinerolo)
Il Giro d'Italia 1949, trentaduesima edizione della "Corsa Rosa", si svolse in diciannove tappe dal 21 maggio al 12 giugno 1949, per un percorso totale di 4 088 km, e fu vinto da Fausto Coppi.
Coppi conquistò la maglia rosa nella leggendaria diciassettesima tappa (da Cuneo a Pinerolo), nella quale andò in fuga e scalò da solo il Colle della Maddalena, il Col de Vars, il Col de l'Izoard, il Monginevro e il Sestriere, giungendo a Pinerolo con 11'52" su Gino Bartali, suo tenace antagonista di quegli anni, e quasi venti su Alfredo Martini.
Dopo 19 anni (l'ultima volta era stata nel 1930) il Giro tornò a partire dalla Sicilia. Furono introdotti per la prima volta i traguardi volanti.
A narrare le imprese di Coppi e Bartali il Corriere della Sera inviò Dino Buzzati, che seguì tutta la corsa con articoli quotidiani. Il famoso reportage fu poi pubblicato da Mondadori nel 1981 (Dino Buzzati al Giro d'Italia).

## Tappe
| Tappa  | Data      | Percorso                              | km    | Vincitore di tappa | Leader cl. generale |
| ------ | --------- | ------------------------------------- | ----- | ------------------ | ------------------- |
| 1ª     | 21 maggio | Palermo > Catania                     | 261   | Mario Fazio        | Mario Fazio         |
| 2ª     | 22 maggio | Catania > Messina                     | 163   | Sergio Maggini     | Giordano Cottur     |
| 3ª     | 23 maggio | Villa San Giovanni > Cosenza          | 214   | Guido De Santi     | Giordano Cottur     |
| 4ª     | 24 maggio | Cosenza > Salerno                     | 292   | Fausto Coppi       | Giordano Cottur     |
|        | 25 maggio | giorno di riposo                      |       |                    |                     |
| 5ª     | 26 maggio | Salerno > Napoli                      | 161   | Serafino Biagioni  | Giordano Cottur     |
| 6ª     | 27 maggio | Napoli > Roma                         | 233   | Mario Ricci        | Giordano Cottur     |
| 7ª     | 28 maggio | Roma > Pesaro                         | 298   | Adolfo Leoni       | Mario Fazio         |
| 8ª     | 29 maggio | Pesaro > Venezia                      | 273   | Luigi Casola       | Mario Fazio         |
|        | 30 maggio | giorno di riposo                      |       |                    |                     |
| 9ª     | 31 maggio | Venezia > Udine                       | 249   | Adolfo Leoni       | Adolfo Leoni        |
| 10ª    | 1º giugno | Udine > Bassano del Grappa            | 154   | Giovanni Corrieri  | Adolfo Leoni        |
| 11ª    | 2 giugno  | Bassano del Grappa > Bolzano          | 237   | Fausto Coppi       | Adolfo Leoni        |
|        | 3 giugno  | giorno di riposo                      |       |                    |                     |
| 12ª    | 4 giugno  | Bolzano > Modena                      | 253   | Oreste Conte       | Adolfo Leoni        |
| 13ª    | 5 giugno  | Modena > Montecatini Terme            | 160   | Adolfo Leoni       | Adolfo Leoni        |
| 14ª    | 6 giugno  | Montecatini Terme > Genova            | 228   | Vincenzo Rossello  | Adolfo Leoni        |
| 15ª    | 7 giugno  | Genova > Sanremo                      | 136   | Luciano Maggini    | Adolfo Leoni        |
|        | 8 giugno  | giorno di riposo                      |       |                    |                     |
| 16ª    | 9 giugno  | Sanremo > Cuneo                       | 190   | Oreste Conte       | Adolfo Leoni        |
| 17ª    | 10 giugno | Cuneo > Pinerolo                      | 254   | Fausto Coppi       | Fausto Coppi        |
| 18ª    | 11 giugno | Pinerolo > Torino (cron. individuale) | 65    | Antonio Bevilacqua | Fausto Coppi        |
| 19ª    | 12 giugno | Torino > Monza                        | 267   | Giovanni Corrieri  | Fausto Coppi        |
| Totale | Totale    | Totale                                | 4 088 |                    |                     |

## Squadre e corridori partecipanti
| N.    | Cod. | Squadra          |
| ----- | ---- | ---------------- |
| 1-7   | WIL  | Wilier Triestina |
| 8-14  | ATA  | Atala            |
| 15-21 | LEG  | Legnano          |
| 22-28 | GAN  | Ganna            |
| 29-35 | BAR  | Bartali          |
| 36-42 | BIA  | Bianchi          |
| 43-49 | FRE  | Fréjus           |
| 50-56 | CIM  | Cimatti          |

| N.     | Cod. | Squadra    |
| ------ | ---- | ---------- |
| 57-63  | VIS  | Viscontea  |
| 64-70  | ARB  | Arbos      |
| 71-77  | EDW  | Edelweiss  |
| 78-84  | STU  | Stucchi    |
| 85-91  | BEN  | Benotto    |
| 92-98  | FIO  | Fiorelli   |
| 99-105 | BOT  | Bottecchia |

## Dettagli delle tappe

### 1ª tappa
- 21 maggio: Palermo > Catania – 261 km

Risultati
| Pos. | Corridore       | Squadra    | Tempo    |
| ---- | --------------- | ---------- | -------- |
| 1    | Mario Fazio     | Bottecchia | 7h47'55" |
| 2    | Andrea Carrea   | Bianchi    | s.t.     |
| 3    | Giordano Cottur | Wilier     | a 36"    |

### 2ª tappa
- 22 maggio: Catania > Messina – 163 km

Risultati
| Pos. | Corridore       | Squadra | Tempo    |
| ---- | --------------- | ------- | -------- |
| 1    | Sergio Maggini  | Atala   | 4h46'46" |
| 2    | Giordano Cottur | Wilier  | s.t.     |
| 3    | Fritz Schär     | Stucchi | a 36"    |

### 3ª tappa
- 23 maggio: Villa San Giovanni > Cosenza – 214 km

Risultati
| Pos. | Corridore       | Squadra | Tempo    |
| ---- | --------------- | ------- | -------- |
| 1    | Guido De Santi  | Atala   | 7h02'31" |
| 2    | Alfredo Pasotti | Benotto | a 1'38"  |
| 3    | Luciano Maggini | Wilier  | a 3'13"  |

### 4ª tappa
- 24 maggio: Cosenza > Salerno – 292 km

Risultati
| Pos. | Corridore    | Squadra | Tempo    |
| ---- | ------------ | ------- | -------- |
| 1    | Fausto Coppi | Bianchi | 9h59'21" |
| 2    | Adolfo Leoni | Legnano | s.t.     |
| 3    | Gino Bartali | Bartali | s.t.     |

### 5ª tappa
- 26 maggio: Salerno > Napoli – 161 km

Risultati
| Pos. | Corridore         | Squadra   | Tempo    |
| ---- | ----------------- | --------- | -------- |
| 1    | Serafino Biagioni | Viscontea | 4h36'25" |
| 2    | Adolfo Leoni      | Legnano   | a 4'02"  |
| 3    | Luciano Maggini   | Wilier    | s.t.     |

### 6ª tappa
- 27 maggio: Napoli > Roma – 233 km

Risultati
| Pos. | Corridore       | Squadra   | Tempo    |
| ---- | --------------- | --------- | -------- |
| 1    | Mario Ricci     | Viscontea | 7h07'50" |
| 2    | Luciano Frosini | Legnano   | s.t.     |
| 3    | Alfredo Pasotti | Benotto   | s.t.     |

### 7ª tappa
- 28 maggio: Roma > Pesaro – 298 km

Risultati
| Pos. | Corridore       | Squadra | Tempo    |
| ---- | --------------- | ------- | -------- |
| 1    | Adolfo Leoni    | Legnano | 8h01'06" |
| 2    | Luciano Maggini | Wilier  | s.t.     |
| 3    | Alfredo Pasotti | Benotto | s.t.     |

### 8ª tappa
- 29 maggio: Pesaro > Venezia – 273 km

Risultati
| Pos. | Corridore    | Squadra   | Tempo    |
| ---- | ------------ | --------- | -------- |
| 1    | Luigi Casola | Benotto   | 8h19'07" |
| 2    | Adolfo Leoni | Legnano   | s.t.     |
| 3    | Mario Ricci  | Viscontea | s.t.     |

### 9ª tappa
- 31 maggio: Venezia > Udine – 249 km

Risultati
| Pos. | Corridore       | Squadra | Tempo    |
| ---- | --------------- | ------- | -------- |
| 1    | Adolfo Leoni    | Legnano | 7h01'20" |
| 2    | Alfredo Pasotti | Benotto | s.t.     |
| 3    | Luciano Pezzi   | Atala   | s.t.     |

### 10ª tappa
- 1º giugno: Udine > Bassano del Grappa – 154 km

Risultati
| Pos. | Corridore         | Squadra | Tempo    |
| ---- | ----------------- | ------- | -------- |
| 1    | Giovanni Corrieri | Bartali | 3h45'41" |
| 2    | Giuseppe Doni     | Fréjus  | a 1'14"  |
| 3    | Pasquale Fornara  | Legnano | s.t.     |

### 11ª tappa
- 2 giugno: Bassano del Grappa > Bolzano – 237 km

Risultati
| Pos. | Corridore    | Squadra | Tempo    |
| ---- | ------------ | ------- | -------- |
| 1    | Fausto Coppi | Bianchi | 8h13'35" |
| 2    | Adolfo Leoni | Legnano | a 6'58"  |
| 3    | Gino Bartali | Bartali | s.t.     |

### 12ª tappa
- 4 giugno: Bolzano > Modena – 253 km

Risultati
| Pos. | Corridore          | Squadra   | Tempo    |
| ---- | ------------------ | --------- | -------- |
| 1    | Oreste Conte       | Bianchi   | 7h21'00" |
| 2    | Antonio Bevilacqua | Atala     | s.t.     |
| 3    | Vittorio Seghezzi  | Edelweiss | s.t.     |

### 13ª tappa
- 5 giugno: Modena > Montecatini Terme – 160 km

Risultati
| Pos. | Corridore       | Squadra | Tempo    |
| ---- | --------------- | ------- | -------- |
| 1    | Adolfo Leoni    | Legnano | 5h24'00" |
| 2    | Fausto Coppi    | Bianchi | s.t.     |
| 3    | Alfredo Martini | Wilier  | s.t.     |

### 14ª tappa
- 6 giugno: Montecatini Terme > Genova – 228 km

Risultati
| Pos. | Corridore         | Squadra | Tempo    |
| ---- | ----------------- | ------- | -------- |
| 1    | Vincenzo Rossello | Legnano | 6h35'40" |
| 2    | Silvio Pedroni    | Fréjus  | s.t.     |
| 3    | Vittorio Rossello | Legnano | s.t.     |

### 15ª tappa
- 7 giugno: Genova > Sanremo – 136 km

Risultati
| Pos. | Corridore         | Squadra   | Tempo    |
| ---- | ----------------- | --------- | -------- |
| 1    | Luciano Maggini   | Wilier    | 3h50'14" |
| 2    | Renzo Soldani     | Legnano   | s.t.     |
| 3    | Vittorio Seghezzi | Edelweiss | s.t.     |

### 16ª tappa
- 9 giugno: Sanremo > Cuneo – 190 km

Risultati
| Pos. | Corridore       | Squadra   | Tempo    |
| ---- | --------------- | --------- | -------- |
| 1    | Oreste Conte    | Bianchi   | 5h45'53" |
| 2    | Mario Ricci     | Viscontea | s.t.     |
| 3    | Oliviero Tonini | Cimatti   | s.t.     |

### 17ª tappa
- 10 giugno: Cuneo > Pinerolo – 254 km

Risultati
| Pos. | Corridore       | Squadra | Tempo    |
| ---- | --------------- | ------- | -------- |
| 1    | Fausto Coppi    | Bianchi | 9h19'55" |
| 2    | Gino Bartali    | Bartali | a 11'52" |
| 3    | Alfredo Martini | Wilier  | a 19'14" |

### 18ª tappa
- 11 giugno: Pinerolo > Torino – Cronometro individuale – 65 km

Risultati
| Pos. | Corridore          | Squadra | Tempo    |
| ---- | ------------------ | ------- | -------- |
| 1    | Antonio Bevilacqua | Atala   | 1h32'03" |
| 2    | Giovanni Corrieri  | Bartali | a 1'32"  |
| 3    | Guido De Santi     | Atala   | a 1'33"  |

### 19ª tappa
- 12 giugno: Torino > Monza – 267 km

Risultati
| Pos. | Corridore         | Squadra   | Tempo    |
| ---- | ----------------- | --------- | -------- |
| 1    | Giovanni Corrieri | Bartali   | 8h50'29" |
| 2    | Mario Ricci       | Viscontea | s.t.     |
| 3    | Fausto Coppi      | Bianchi   | s.t.     |

## Classifiche finali

### Classifica generale - Maglia rosa
| Pos. | Corridore         | Squadra   | Tempo      |
| ---- | ----------------- | --------- | ---------- |
| 1    | Fausto Coppi      | Bianchi   | 125h25'50" |
| 2    | Gino Bartali      | Bartali   | a 23'47"   |
| 3    | Giordano Cottur   | Wilier    | a 38'27"   |
| 4    | Adolfo Leoni      | Legnano   | a 39'01"   |
| 5    | Giancarlo Astrua  | Benotto   | a 39'50"   |
| 6    | Alfredo Martini   | Wilier    | a 48'48"   |
| 7    | Giulio Bresci     | Wilier    | a 49'14"   |
| 8    | Serafino Biagioni | Viscontea | a 53'14"   |
| 9    | Nedo Logli        | Arbos     | a 56'59"   |
| 10   | Silvio Pedroni    | Fréjus    | a 1h02'10" |

### Classifica scalatori
| Pos. | Corridore       | Squadra | Punti |
| ---- | --------------- | ------- | ----- |
| 1    | Fausto Coppi    | Bianchi |       |
| 2    | Gino Bartali    | Bartali |       |
| 3    | Alfredo Pasotti | Benotto |       |